# Brandon Paulson
Brandon Douglas Paulson (* 22. November 1973 in Coon Rapids, Minnesota) ist ein ehemaliger US-amerikanischer Ringer. Er gewann bei den Olympischen Spielen 1996 eine Silbermedaille im griechisch-römischen Stil im Fliegengewicht.

## Werdegang
Brandon Paulson begann in Anoka (Minnesota) bereits im Alter von sechs Jahren mit dem Ringen. In Anoka (Minnesota) besuchte er auch die High School und erzielte als Jugendlicher im regionalen Bereich bereits einige Erfolge. Er rang damals, was in den Vereinigten Staaten sehr selten war, in beiden Stilarten, griechisch-römisch und freier Stil. Später stellte er sich ganz auf den griechisch-römischen Stil um. Er gehörte ferner dem Minnesota Storm Wrestling Club an. Die Trainer in seinen ersten Jahren waren Ron Malcolm und J. Robinson und ab 2002 Todd Springer. Nach seiner Aufnahme in das Nationalteam der Vereinigten Staaten wurde er von Dan Chandler und Steve Fraser trainiert.
1988 wurde er in beiden Stilarten US-amerikanischer Juniorenmeister (Cadets = Altersgruppe bis zum 16. Lebensjahr). 1989 errang er diesen Titel bei den sog. Juniors = Altersgruppe bis zum 18. Lebensjahr im freien Stil, während er im griechisch-römischen Stil den zweiten Platz belegte. 1990 wiederholte er diesen Erfolg wieder im freien Stil, während er im griech.-röm. Stil wiederum den zweiten Platz belegte.
1989 begann auch bereits die internationale Laufbahn von Brandon Paulson. Er belegte in diesem Jahr bei der Junioren-Weltmeisterschaft (Cadets) in Warrensburg (USA) in der Gewichtsklasse bis 47 kg Körpergewicht den vierten Platz im freien Stil. 1990 wurde er mit 17 Jahren bereits bei den Pan Amerikanischen Meisterschaften der Senioren in Colorado Springs im Papiergewicht (damals bis 48 kg Körpergewicht) im freien Stil eingesetzt. Er musste dort aber seiner Unerfahrenheit noch Tribut bezahlen und kam nur auf den fünften Rang. Bei der Junioren-Weltmeisterschaft 1993 in Athen gelang ihm dann der erste große internationale Erfolg, denn er wurde dort Vizeweltmeister im griech.-röm. Stil im Fliegengewicht. Er unterlag dabei im Finale Armen Nasarjan aus Armenien, der in den folgenden Jahren Olympiasieger und vielfacher Weltmeister werden sollte.
Im Juniorenbereich (Espoirs = Altersgruppe bis zum 20. Lebensjahr) wurde er in den Jahren 1991 und 1992 noch einmal in beiden Stilarten und 1993 im griech.-röm. Stil US-amerikanischer Meister. Bei den USA-Meisterschaften der Senioren war er in jenen Jahren noch nicht so erfolgreich. Er kam 1991 auf den vierten Platz, 1992 auf den fünften Platz und 1993 auf den vierten Rang, 1995 wurde er US-amerikanischer Vizemeister und kam 1996 auf den dritten Platz. Alle diese Platzierungen erreichte er im griechisch-römischen Stil im Fliegengewicht.
1996 stand Brandon Paulson in der US-amerikanischen Olympiaqualifikation (Trials) im griech.-röm. Stil Bantamgewicht Dennis Hall gegenüber. Er unterlag diesem in fünf Kämpfen. Er kam trotzdem zu einem Einsatz bei den Olympischen Sommerspielen in Atlanta und vertrat die Vereinigten Staaten im Fliegengewicht, während Dennis Hall im Bantamgewicht startete. Brandon Paulson überzeugte bei diesen Spielen und erkämpfte sich mit drei Siegen die Silbermedaille. Im Finale unterlag er dabei wieder Armen Nasarjan, der mit 5:1 techn. Punkten gewann.
Nach den Olympischen Spielen 1996 beendete Brandon Paulson seine internationale Ringerkarriere, da er unter dem sogenannten Burn-out-Syndrom litt. Diese Phase dauerte bis 1999. Während dieser Zeit rang er aber noch im Team der Universität von Minnesota. Gesundheitlich wiederhergestellt, gelang es ihm dann im Jahre 2000, vor Steven A. Mays erstmals US-amerikanischer Meister im Fliegengewicht im griechisch-römischen Stil zu werden. Gegen diesen Ringer stand er dann auch bei der US-amerikanischen Olympiaausscheidung im Finale. Überraschenderweise setzte sich dabei Mays durch, wodurch Brandon Paulson den Sprung zu den Olympischen Spielen in Sydney verpasste.
2001 konnte sich Brandon Paulson für die Teilnahme an der Weltmeisterschaft in Patras/Griechenland qualifizieren. Er startete dort im Fliegengewicht und konnte sich mit vier Siegen in das Finale vorkämpfen. In diesem unterlag er dem Iraner Hassan Rangraz nach Punkten (4:8 techn. Punkte). Nach der olympischen Silbermedaille 1996 war dieser Vizeweltmeistertitel sein zweiter großer internationaler Erfolg bei den Senioren.
In den Jahren 2002 bis 2004 gewann er noch dreimal die US-amerikanische Meisterschaft im Fliegen- bzw. Bantamgewicht. Bei den Weltmeisterschaften 2002 in Moskau und 2003 in Créteil/Frankreich gewann er aber keine Medaillen mehr. In Moskau kam er auf den 8. Platz und in Créteil schied er früh aus und kam nur auf den 21. Platz.
2004 stand er bei der US-amerikanischen Olympiaausscheidung, wie schon 1996, Dennis Hall gegenüber. Wieder setzte sich dabei Hall durch und verwehrte Brandon Paulson damit einen zweiten Olympiastart. Brandon Paulson war aber wenigstens als Trainingspartner für die US-amerikanische Mannschaft in Athen.
Nach Athen beendete er seine Ringerlaufbahn. Brandon Paulson ist Vizepräsident einer US-amerikanischen Versicherungs-Gesellschaft. Im Jahre 2008 qualifizierte sich der junge Ringer Jake Deitchler aus Akron, wo Brandon Paulson immer noch wohnt, für die Teilnahme an den Olympischen Spielen in Peking, wo er den zwölften Platz im Leichtgewicht erreichte. Im Frühjahr 2008 übernahm Brandon Paulson das Training dieses jungen Athleten mit der Absicht, ihn bei den Olympischen Spielen 2012 zum Erfolg zu führen. Dort belegte Deitchler nach zwei Niederlagen gegen die späteren Gewinner der Silber- und Bronzemedaille den 12. Platz. Aus gesundheitlichen Gründen beendete er anschließend seine Karriere.

## Internationale Erfolge
(OS = Olympische Spiele, WM = Weltmeisterschaften, GR = griechisch-römischer Stil, F = freier Stil, Papiergewicht, bis 48 kg Körpergewicht, Fl = Fliegengewicht, bis 52 kg bzw. 54 kg Körpergewicht, Ba = Bantamgewicht, bis 55 kg Körpergewicht)
- 1989, 4. Platz, Junioren-WM (Cadets) in Warrensburg/USA, F, bis 47 kg Körpergewicht, hinter Mükrem Kizilkaya, Türkei, Park Kwang-sun, Südkorea u. Umesh Pradah, Indien, vor Katsuyoshi Ito, Japan;
- 1990, 5. Platz, Pan Amerikanische Meisterschaft in Colorado Springs, F, Pa, hinter Aldo Martinez Echeverria, Kuba, Roberto Alejandro, Mexiko, Paul Ragusa, Kanada u. Jose Martinez, Venezuela, vor Alan Rojak, Peru;
- 1993, 2. Platz, Junioren-WM (Espoirs) in Athen, GR, Fl, hinter Armen Nasarjan, Armenien, vor Boris Strulewitsch, Israel, Dschambul Putgaradse, Georgien, Hasan Bayrakhtar, Türkei u. Jurij Kohl, Deutschland;
- 1996, Silbermedaille, OS in Atlanta, GR, Fl, mit Siegen über Joes Stanislao Basaldua Bravo, Peru, Ibad Achmedow, Belarus u. Yordan Anew, Bulgarien u. einer Niederlage gegen Armen Nasarjan;
- 2000, 18. Platz, Olympiaqualifikationsturnier in Faenza, GR, Fl, Sieger: Ercan Yıldız, Türkei vor Hui Wang, China;
- 2000, 17. Platz, Olympiaqualifikationsturnier in Taschkent, GR, Fl, Sieger: Hui Wang vor Schamseddin Chudaiberdijew, Usbekistan;
- 2000, 3. Platz, Pan Amerikanische Meisterschaft in Cali, GR, Fl, hinter Lazaro Rivas Scull, Kuba u. David Enrique Ochoa Garcia, Venezuela, vor Ernesto Salazar Cantero, Mexiko;
- 2001, 4. Platz, Welt-Cup in Levallois/Frankreich, GR, Fl, hinter Renat Bikkinin, Russland, Bayram Özdemir, Türkei u. Mohammed Mustafa Abu Elata, Ägypten, vor Hamou Oubrick, Frankreich;
- 2001, 2. Platz, WM in Patras/Griechenland, m. Siegen über Witali Chebn, Moldawien, Dariusz Jabłoński, Polen, Rachimdschan Assembekow, Kasachstan u. Uran Khalilow, Kirgisistan u. einer Niederlage gegen Hassan Rangraz, Iran;
- 2002, 8. Platz, WM in Moskau, GR, Ba, mit Siegen über Pasi Huhtala, Finnland u. Hamou Oubrick u. einer Niederlage gegen Gaidar Mamedaliew, Russland;
- 2003, 2. Platz, Pan Amerikanische Spiele in Santo Domingo/Puerto Rico, GR, Ba, hinter Lazaro Rivas Scull u. vor Eduardo Freitas, Venezuela u. Ernests Salazar Cantero;
- 2004, 1. Platz, Olympiaqualifikationsturnier in Novi Sad, GR, Ba, mit Siegen über Hamou Oubrick, Jorge Cardoso, Venezuela, Andre Berghe, Norwegen, Khamal Chomatow, Usbekistan, Irakli Chochua, Georgien u. Erkan Yildiz, Türkei

## US-amerikanische Meisterschaften
(nur Seniorenbereich)
- 1991, 4. Platz, GR, Fl,
- 1992, 5. Platz, GR, Fl,
- 1993, 4. Platz, GR, Fl,
- 1995, 2. Platz, GR, Fl,
- 1996, 3. Platz, GR, Fl,
- 2000, 1. Platz, GR, Fl, vor Stevan A. Mays,
- 2002, 1. Platz, GR, Ba, vor Lindsay Durlacher u. Duannie Martin,
- 2003, 1. Platz, GR, Ba, vor Lindsay Durlacher,
- 2004, 1. Platz, GR, Ba